# Сан Мартино-Ађели (Перуђа)
Сан Мартино-Ађели је насеље у Италији у округу Перуђа, региону Умбрија.
Према процени из 2011. у насељу је живело 20 становника. Насеље се налази на надморској висини од 364 м.